# 巴拉尼基夫卡 (斯瓦托韋區)
49°13′38″N 38°18′17″E / 49.22722°N 38.30472°E

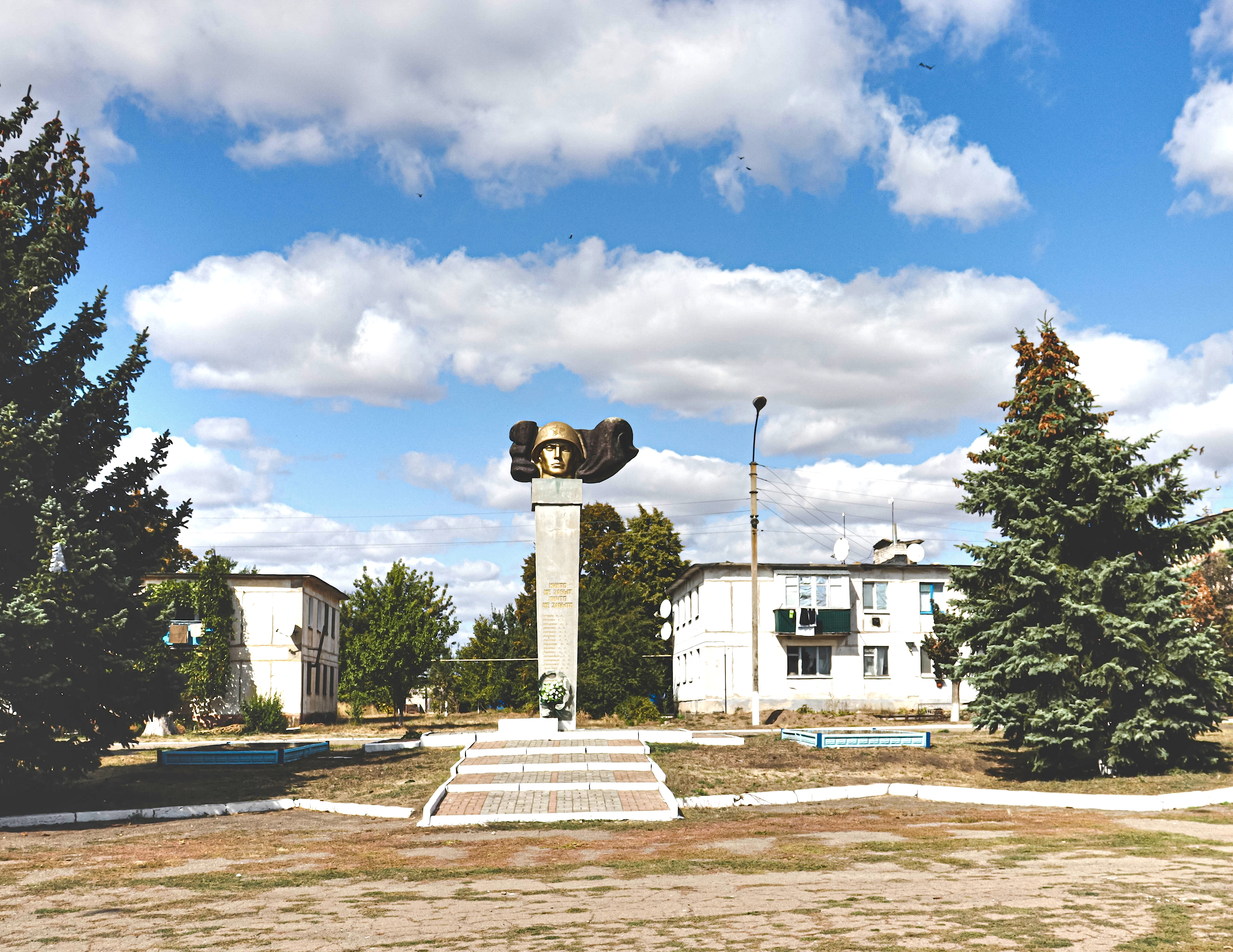
本地烈士纪念碑

巴拉尼基夫卡（烏克蘭語：Бараниківка）是位於烏克蘭東部的村莊，由盧甘斯克州斯瓦托韋區的克拉斯諾里琴斯凱市鎮負責管轄。該村始建於1951年，面積1.02平方公里，海拔高度149米，人口1,500，人口密度每平方公里2,565.7人。